# Фоге, Инго
Инго Фоге (нем. Ingo Voge, 14 февраля 1958, Фалькензе, Бранденбург) — восточногерманский бобслеист, разгоняющий, выступавший за сборную ГДР в 1980-е годы. Участник двух зимних Олимпийских игр, серебряный призёр Сараево и Калгари, чемпион мира.

## Биография
Инго Фоге родился 14 февраля 1958 года в городе Фалькензе, земля Бранденбург. С юных лет увлёкся спортом, пошёл в лёгкую атлетику, в частности бегал спринт, дистанцию в 100 м пробегал за 10,6 секунды. Тем не менее, спортсмен достиг в этом виде спорта своего предела и дальше не развивался, поэтому в 1981 году тренер Херман Бурде посоветовал ему сменить профиль, попробовать себя в бобслее. Он прошёл отбор в национальную сборную ГДР, в качестве разгоняющего присоединился к четырёхместному экипажу Бернхарда Лемана, начал принимать участие на крупных соревнованиях и уже в 1983 году выиграл серебряную медаль на чемпионате Европы.
Благодаря череде удачных выступлений в 1984 году Фоге взяли защищать честь страны на Олимпийские игры в Сараево, спортсмен завоевал серебряную награду, опередив четвёрку титулованного соотечественника Вольфганга Хоппе. Не менее успешным для Фоге оказался 1985 год, когда он в составе всё той же команды из четырёх человек одержал победу на чемпионате мира в итальянской Червинии, а в двойке взял две серебряные награды европейского первенства.
На Играх 1988 года в Калгари уже представлял команду Хоппе и поднялся с ней на вторую позицию, добавив в послужной список ещё одно серебро олимпийского достоинства. Последним крупным турниром для Инго Фоге стал чемпионат мира 1989 года в Кортина-д’Ампеццо, где он финишировал третьим и завоевал тем самым бронзовую медаль. После объединения Германии в 1990 году спортсмены двух сильных сборных очутились в одной, и здесь уже не нашлось места возрастному Фоге, поэтому вскоре он принял решение завершить карьеру профессионального спортсмена. Некоторое время был женат на лыжнице Петре Фоге, вместе с ней ездил на Олимпийские игры в Сараево, однако брак получился недолговечным, и через некоторое время супруги развелись.